# 脫古改新
脫古改新是台灣前總統李登輝於2015年所提出的一個政治論述，認為台灣的民主化就是擺脫中國法統的約束，進行改革並邁向國家正常化的過程。

## 論述內容
李登輝認為中國歷史即不斷地重複進行「託古改制」，五千年來塑造出了一脈相承以帝王為中心的帝國體制，而中國歷史便是一個中國的歷史概念。從戰國時代的商鞅變法、宋代的王安石變法到清末的戊戌變法和立憲運動，無一不是以失敗收場，中國隨著朝代的更迭並沒有真正做出任何政治革新。因此，與其說中國各朝代的帝王是「託古改制」，倒不如說是「託古不改制」。所以李登輝認為台灣所需要的是脫古改新的思維，目的在於切斷「託古改制」的亞洲遺毒，進而使台灣擺脫一個中國的法統，建立成為一個具有主體性的民主國家。而這正是他在任時期著手進行寧靜革命的原因。